# Estrella (RENFE)
Az Estrella egy márkanév, mellyel eredetileg a hagyományos spanyol vasúthálózaton közlekedő éjszakai vonatokat jelölték. A szolgáltatás eredeti formájában 1985 júniusától 2015 áprilisáig közlekedett. Helyüket a modernebb Talgo- és AVE vonatok vették át.

## Útvonalak
- Estrella Costa Brava: Madrid-Chamartín · Alcalá de Henares · Guadalajara · Sigüenza · Arcos de Jalón · Calatayud · Zaragoza-Delicias ·     Reus · Tarragona · Sant Vicenç de Calders · Barcelona-Sants · Granollers Centre · Caldas de Malavella · Gerona · Flaçà · Figueras · Llansá · Portbou · Cerbere
- Estrella Picasso: Bilbao-Abando · Miranda de Ebro · Burgos-Rosa de Lima · Valladolid-Campo Grande · Medina del campo · Ávila · Manzanares · Valdepeñas · Linares Baeza · Córdoba Central · Puente Genil · Bobadilla · Málaga-María Zambrano

## Állomások listája
Ez a táblázat az egykori fontosabb Estrella állomásokat sorolja fel a kapcsolódó vasútvonalakkal és járatokkal.
| Név                             | Közigazgatási egység       | Vasútvonal | Szolgáltatások                                                                                  | Kép |
| ------------------------------- | -------------------------- | --- | ----------------------------------------------------------------------------------------------- | --- |
| Cerbère vasútállomás            | Cerbère                    | Narbonne–Portbou-vasútvonal Línea R11 | Intercités TER Languedoc-Roussillon Estrella                                                    |     |
| Estación de Ávila               | Ávila                      | | Trenhotel InterCity Estrella                                                                    |     |
| Estación de Barcelona Sants     | Barcelona                  | Madrid–Barcelona nagysebességű vasútvonal Rodalies Barcelona 1-es vonal Rodalies de Barcelona 2-es vonal Rodalies Barcelona 3-as vonal Rodalies Barcelona line 4 Línea R11 Línea R12 Línea R13 Línea R14 Línea R15 Línea R16 Línea 34 | Alvia Alta Velocidad Española Trenhotel Alaris Avant Euromed TGV InterCity Elipsos Estrella     |     |
| Estación de Burgos Rosa de Lima | Burgos                     | | Alvia Trenhotel InterCity Estrella                                                              |     |
| Estación de Calatayud           | Calatayud                  | Madrid–Barcelona nagysebességű vasútvonal | Alvia Alta Velocidad Española Estrella Avant                                                    |     |
| Estación de Córdoba Central     | Córdoba                    | Madrid–Sevilla nagysebességű vasútvonal Córdoba–Málaga nagysebességű vasútvonal | Alvia Alta Velocidad Española Avant Altaria Estrella                                            |     |
| Estación de Gerona              | Girona                     | Madrid–Barcelona nagysebességű vasútvonal Barcelona–Girona–Portbou-vasútvonal | Alta Velocidad Española Avant Euromed TGV Elipsos Estrella                                      |     |
| Estación de Tarragona           | Tarragona                  | Tarragona-Valencia-vasútvonal | Trenhotel Euromed Alaris Estrella InterCity                                                     |     |
| Estación de Zaragoza-Delicias   | Zaragoza                   | Madrid–Barcelona nagysebességű vasútvonal Zaragoza–Canfranc-vasútvonal 26 (Renfe) Zaragoza–Huesca nagysebességű vasútvonal | Alvia Alta Velocidad Española Trenhotel InterCity Elipsos Estrella                              |     |
| Madrid Chamartín                | Madrid Chamartín           | 10-es metróvonal 1-es metróvonal Linie C-1 Linie C-2 Línea C-3 Línea C-4 Línea C-7 Línea C-8 Línea C-9 Madrid–Valladolid nagysebességű vasútvonal                                                                                     | Alta Velocidad Española Alvia Trenhotel Avant InterCity Madridi metró Cercanías Madrid Estrella |     |
| Portbou vasútállomás            | Portbou Alt Empordà Girona | Barcelona–Girona–Portbou-vasútvonal Línia 2 TER Llenguadoc Rosselló | TER Midi-Pyrénées TER Languedoc-Roussillon Línea 1 Línea R11 Estrella                           |     |